# Argopus clemaditis
Argopus clemaditis es un coleóptero de la familia Chrysomelidae. Fue descrita en 1978 por Rapilly.